# 크래클링

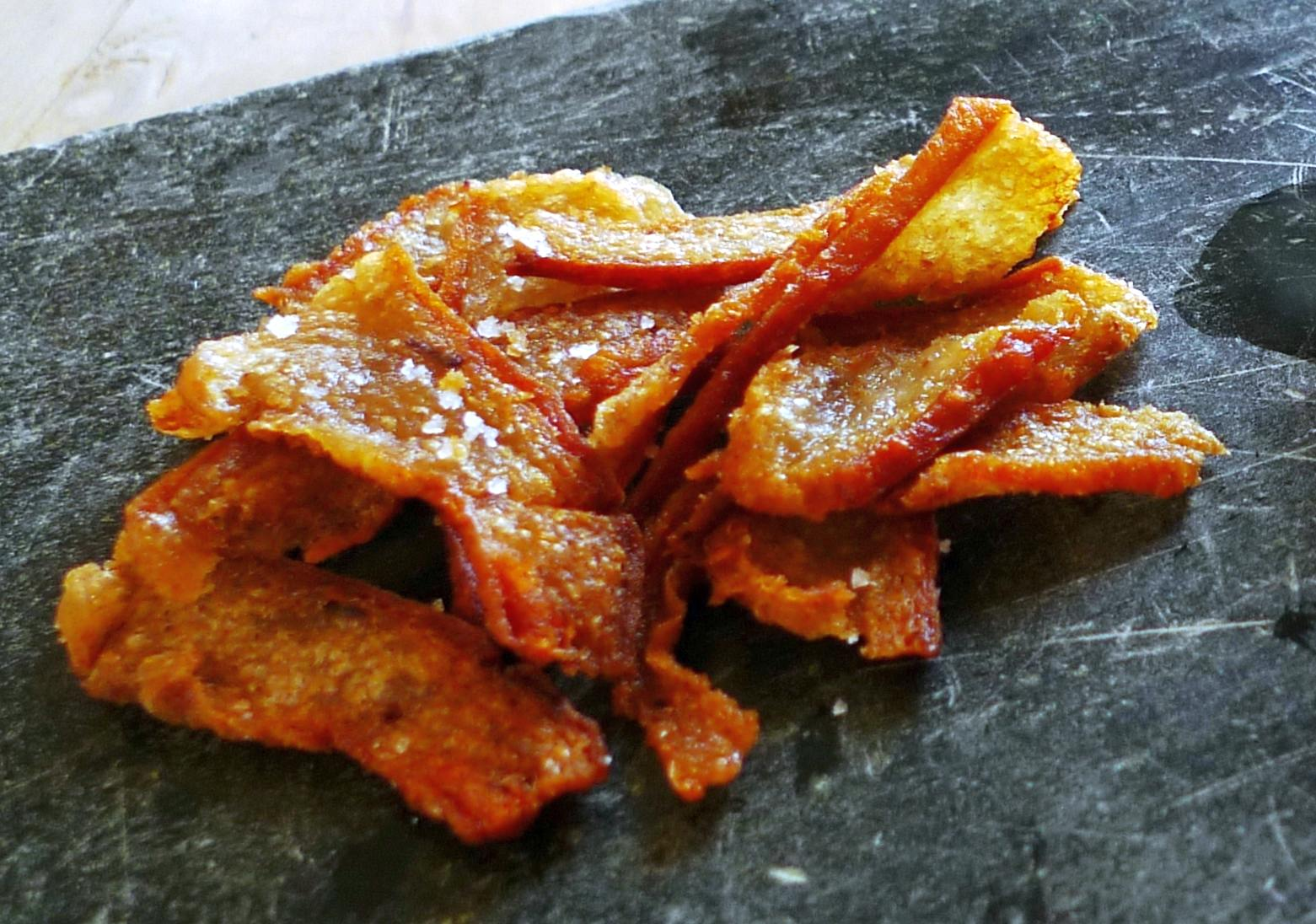
돼지고기 크래클링

크래클링(cracklings, crakling, scratchings)은 동물성 지방과 껍질을 렌더링하여 라드, 우지 또는 슈말츠를 생성한 후 또는 고기를 구운 결과로 남은 고체 물질이다. 간식으로 먹거나 동물 사료로 만드는 경우가 많다. 요리에도 사용된다.
크래클링은 가장 일반적으로 돼지고기, 거위, 닭고기로 만들어지지만 다른 가금류, 쇠고기, 양고기로도 만들어진다.

## 기원

### 프랑스 요리
프랑스 요리에서는 크래클링(그릴론, 그라통, 그라터론, 프리통)을 돼지고기, 거위, 오리 또는 칠면조로 만들 수 있다. 특히 남서부 지역에서는 뜨거울 때 소금에 절여 전채요리로 먹는다. 오리 '프리통'은 원래 부르고뉴에서 유래했다고 한다.